# Selección de baloncesto de Sri Lanka
La selección de baloncesto de Sri Lanka es el equipo formado por jugadores de nacionalidad esrilanquesa que representa a la Federación de Baloncesto de Sri Lanka en las competiciones internacionales organizadas por la Federación Internacional de Baloncesto (FIBA) o el Comité Olímpico Internacional (COI): los Juegos Olímpicos, la Copa Mundial de Baloncesto y el Campeonato FIBA Asia.

## Historia
Fue fundada en el año 1958 como la selección de baloncesto de Ceilán y un año más tarde se integró a FIBA Asia. En 1972 cambia el nombre por Sri Lanka y en 1975 clasifica por primera vez al Campeonato FIBA Asia en Bangkok, Tailandia donde termina en trigésimo lugar.
Su mayor logro ha sido la medalla de oro en el Campeonato del Sudeste Asiático de 2018 en la India.

## Historial

### Copa Mundial
Resultado General: No ocupa puesto
| Copa Mundial de Baloncesto |
| --- |
| - 1950: No calificó - 1954: No calificó - 1959: No calificó - 1963: No calificó - 1967: No calificó - 1970: No calificó - 1974: No calificó - 1978: No calificó - 1982: No calificó - 1986: No calificó - 1990: No calificó - 1994: No calificó - 1998: No calificó - 2002: No calificó - 2006: No calificó - 2010: No calificó - 2014: No calificó - 2019: No calificó - 2023: No calificó - 2027: TBD |

### Juegos Olímpicos
| Baloncesto en los Juegos Olímpicos |
| --- |
| - Berlín 1936: No calificó - Londres 1948: No calificó - Helsinki 1952: No calificó - Melbourne 1956: No calificó - Roma 1960: No calificó - Tokio 1964: No calificó - México 1968: No calificó - Múnich 1972: No calificó - Montreal 1976: No calificó - Moscú 1980: No calificó - Los Ángeles 1984: No calificó - Seúl 1988: No calificó - Barcelona 1992: No calificó - Atlanta 1996: No calificó - Sídney 2000: No calificó - Atenas 2004: No calificó - Pekín 2008: No calificó - Londres 2012: No calificó - Río 2016: No calificó - Tokio 2020: No calificó - París 2024: No calificó |

### Campeonato FIBA Asia
| Campeonato FIBA Asia | Campeonato FIBA Asia | Campeonato FIBA Asia | Campeonato FIBA Asia | Campeonato FIBA Asia | Campeonato FIBA Asia |
| -------------------- | -------------------- | -------------------- | -------------------- | -------------------- | -------------------- |
| - 1960: No calificó  |                      | - 1983: No calificó  |                      | - 2005: No calificó  |                      |
| - 1963: No calificó  |                      | - 1985: 15° Lugar    |                      | - 2007: No calificó  |                      |
| - 1965: No calificó  |                      | - 1987: No calificó  |                      | - 2009: 16° Lugar    |                      |
| - 1967: No calificó  |                      | - 1989: No calificó  |                      | - 2011: No calificó  |                      |
| - 1969: No calificó  |                      | - 1991: 18° Lugar    |                      | - 2013: No calificó  |                      |
| - 1971: No calificó  |                      | - 1993: No calificó  |                      | - 2015: No calificó  |                      |
| - 1973: No calificó  |                      | - 1995: 19° Lugar    |                      | - 2017: No calificó  |                      |
| - 1975: 13° Lugar    |                      | - 1997: No calificó  |                      | - 2022: No calificó  |                      |
| - 1977: 14° Lugar    |                      | - 1999: No calificó  |                      | - 2025: No calificó  |                      |
| - 1979: No calificó  |                      | - 2001: No calificó  |                      |                      |                      |
| - 1981: 12° Lugar    |                      | - 2003: No calificó  |                      |                      |                      |

## Palmarés
- Campeonato del Sudeste Asiático:
  -   Campeón (1): 2018
  -  Subcampeón (2): 2015, 2021
  -  Tercer lugar (2): 2014, 2017

- Juegos del Sudeste Asiático:
  -  Subcampeón (1): 2019